# Tim Wright
Timothy Brian Wright, noto sotto lo pseudonimo di CoLD SToRAGE (Wrexham, 31 luglio 1967), è un compositore e musicista britannico.
Ha iniziato a comporre musica per Commodore Amiga, lasciandola nei primi anni '90 a favore della Psygnosis (ora Sony Computer Entertainment Studio Liverpool). In seguito ha lavorato con la propria compagnia, la Tantrumedia, producendo musica e software di elaborazione musicale.

## Biografia
Tim Wright ha iniziato ad esibire talento musicale alla tenera età di 3 anni, quando si esibiva in delle canzoncine improvvisate registrate un lettore di musicassette portatile. Durante gli anni '70 ed i primi anni '80 ha studiato pianoforte in maniera piuttosto formale, ma ha anche scritto canzoni per qualche band pop/elettronica amatoriale di breve durata, quali i Tucan (Denbigh, Galles, 1983) e gli Infinite Remix III Jnr (Londra, 1986).
Nei tardi anni '80 Wright ottenne un lavoro freelance per i titoli della Commodore Amiga, e compose musiche per più di 50 videogiochi e computer games che ebbero vario successo, portandolo anche alla vincita di alcuni premi. Più tardi lasciò Commodore Amiga per la Psygnosis Ltd. (attualmente chiamata SCEE), e si addentrò in progetti quali Lemmings, Wipeout, Wipeout 2097 e Colony Wars.
Dopo aver lasciato la Psygnosis nel 1997, è stato coinvolto nella creazione della Jester Interactive Ltd, che aveva l'obiettivo di portare la creazione della musica ed il mixing sulla console originale della PlayStation della Sony. La serie MUSIC / MTV MUSIC GENERATOR ricevette alcuni premi e riconoscimenti, e produsse altre cinque incarnazioni di Tim, prima che egli formasse definitivamente insieme al fratello Lee la Checkmate Solutions Limited, con lo scopo di progettare una nuova gamma di software di ordinamento musicale per la eJay.
Nel 2003 Wright ha creato la sua prima compagnia multimediale, chiamata Tantrumedia Ltd., che si occupava di creazione di siti web, produzione di software, fornitura di spazi web, design e stampe e, ovviamente, musica. Fu in questo periodo che creò lo pseudonimo di CoLD SToRAGE, con il quale allestì un sito web che avrebbe ospitato molto del suo materiale musicale. Nel 2005, oltre a pubblicare il doppio album MELT con il nome di CoLD SToRAGE, progettò una nuova versione del software musicale dance e hip hop eJay, per la Empire Interactive. Fece inoltre ritorno alla composizione per Wipeout, questa volta con Wipeout Pure per PlayStation Portable.
Nel 2006 si impegnò soprattutto nella creazione di musica per videogiochi, per titoli di prossima pubblicazione per Nintendo DS, PlayStation Portable e PC, mentre la Tantrumedia portava avanti il progetto di creazione di siti web e fornitura di servizi aziendali.
Il 2008 ha visto la pubblicazione di due album di Tim, ANDROID CHILD e CoLD SToRAGE HD, oltre che la continuazione dell'esperienza con la sua Tantrumedia.
Nel 2009 Wright ha composto musica per giochi per Nintendo DS, Wii e PlayStation 3, tra cui il più rinomato è stato Gravity Crash, ed ha pubblicato il quarto album intitolato Project Moonbounce 2009, che contiene suoni ottenuti da segnali radio rimbalzati dalla luna.
All'inizio del 2010 è stata pubblicata la colonna sonora di Gravity Crash, sotto forma di album studio e con il titolo di Gravity Crash Anthems.

## Colonne sonore di videogiochi
- Awesome (Amiga, 1990)
- Carthage (Amiga, 1990)
- The Killing Game Show [FMV Intro] (Amiga, 1990)
- Lemmings (Amiga, 1990)
- Shadow of the Beast 2 (Amiga, 1990)
- Armour-Geddon (Amiga, 1990)
- Leander (Amiga, 1991)
- Powermonger (Amiga, 1991)
- Agony (Amiga, 1991)
- Aquaventura (Amiga, 1992)
- Sensible Soccer (Amiga, 1992)
- Shadow of the Beast 3 (Amiga, 1992)
- Puggsy (Amiga, 1993)
- Microcosm (Amiga CD32, 1994)
- Magician's Castle (Amiga, 1994)
- Wipeout (PlayStation, Sega Saturn, PC, 1995)
- Wipeout 2097 (Amiga, PlayStation, Sega Saturn, PC, 1996)
- Krazy Ivan (PlayStation, Sega Saturn, PC, 1996)
- Codename: Tenka (PlayStation, 1997)
- Colony Wars (PlayStation, 1997)
- MUSIC, MUSIC 2000, MTV Music Generator 2, MUSIC 3000 (Various, 1997-2003)
- Wipeout Pure (PlayStation Portable, 2005)
- Dance eJay 7, HipHop eJay 6, Techno eJay 5 (PC, 2004-2006)
- Gravity Crash (PS3/PSP, 2009)

## Discografia
- Psygnosis: The Future Is Now (1997)
- Immortal 2 (2002)
- MELT (2005)
- WipEout Pure: The Official Soundtrack (2005)
- Immortal 3 (2006)
- ANDROID CHILD (2008)
- CoLD SToRAGE HD (2008)
- Project Moonbounce 2009 (2009)
- Gravity Crash Anthems (2010)

### Interviste
- Intervista al compositore su OverClocked ReMix, su ocremix.org.
- Tim Wright intervistato per Brutal Gamer, su brutalgamer.com. URL consultato il 29 marzo 2010 (archiviato dall'url originale il 16 aprile 2010).

| Controllo di autorità | VIAF (EN) 221077784 · ISNI (EN) 0000 0004 4885 0311 |